# Joachim Kondziela
Joachim Jan Kondziela (ur. 24 czerwca 1932 w Kochłowicach, zm. 19 września 1992 w Lublinie) – polski duchowny katolicki i filozof, przedstawiciel katolickiej nauki społecznej w Polsce.

## Życiorys
Był synem Franciszka Kondzieli i Heleny z domu Klepek. Po zdaniu matury wstąpił do Wyższego Śląskiego Seminarium Duchownego w Krakowie. Studiował filozofię i teologię w latach 1950–1955 na Wydziale Teologicznym Uniwersytetu Jagiellońskiego. 26 czerwca 1955 roku otrzymał święcenia kapłańskie z rąk biskupa Stanisława Czajki. Następnie pracował przez 4 lata jako wikariusz i katecheta w Bieruniu Starym. Studia uzupełniał w latach 1959–1962 na Wydziale Filozofii Chrześcijańskiej Katolickiego Uniwersytetu Lubelskiego. Po studiach pracował przez pół roku jako wikariusz parafii św. Wojciecha w Mikołowie.
Od lutego 1963 roku pracował jako asystent na macierzystej uczelni. W 1966 roku uzyskał doktorat z filozofii na podstawie rozprawy pt. Dobro wspólne jako podstawa interwencyjnych uprawnień państwa w życiu gospodarczym, pisanej pod kierunkiem prof. Czesława Strzeszewskiego. W roku akademickim 1970–71 przebywał w Austrii oraz w RFN i prowadził badania nad współczesnymi stosunkami międzynarodowymi. W latach 1966–1969 oraz 1976–1987 wykładał katolicką naukę społeczną w Wyższym Śląskim Seminarium Duchownym.
W 1973 otrzymał habilitację na podstawie pracy Badania nad pokojem. Teoria i jej zastosowanie. W roku akademickim 1974–75 wyjechał do Stanów na stypendium w Uniwersytecie Columbia. Od 1975 roku pracował jako docent i kierownik w Katedrze Etyki Społecznej i Gospodarczej na Wydziale Filozofii Chrześcijańskiej. Katedra została w 1981 roku przekształcona w Katedrę Katolickiej Nauki Społecznej; ks. prof. Kondziela kierował jej pracami od 1981 roku do 1992. W 1988 roku został profesorem nadzwyczajnym, zaś w 1992 – profesorem zwyczajnym. Przez dwie kadencje, w latach 1984–1990, był dziekanem Wydziału Nauk Społecznych KUL.
Był współorganizatorem polsko-niemieckich sympozjów naukowych. Publikował w czasopismach krajowych i zagranicznych. Był promotorem doktoratów honoris causa kanclerza RFN Helmuta Kohla (1989), prof. Zbigniewa Brzezińskiego (1990), Lecha Wałęsy, Willy’ego Brandta oraz Juliusza Andreottiego. Wykładał w Stanach Zjednoczonych, RFN, Belgii, Kanadzie, Szwecji i Szwajcarii. Wygłaszał referaty na 30 sympozjach krajowych i zagranicznych. Przez kilka lat pełnił funkcję członka zarządu i wiceprezesa KIK-u w Lublinie.
Joachim Kondziela był członkiem Towarzystwa Naukowego KUL, Polskiego Towarzystwa Socjologicznego, Polskiego Towarzystwa Nauk Politycznych, Komitetu Nauk Politycznych PAN, Komitetu Narodowego Pugwash przy Prezydium PAN, International Peace Research Association oraz American Academy of Political and Social Science w Filadelfii. Pracował także w organizacji Iustitia et Pax przy Episkopacie Polskim.
Zmarł 19 września 1992 roku w Lublinie. Został pochowany na lubelskim cmentarzu przy ulicy Lipowej.

## Myśl
Na początku swej kariery naukowej najbardziej interesował się katolicką nauką społeczną. Z biegiem czasu jego zainteresowania zaczęły przenosić się na współczesne międzynarodowe stosunki polityczne. Jego praca doktorska – Dobro wspólne jako podstawa interwencyjnych uprawnień państwa w życiu gospodarczym – mówi na temat roli państwa w kontekście dobra wspólnego. Książka Osoba we wspólnocie jest owocem rozważań nad miejscem człowieka społeczeństwie w kontekście problematyki państwa i stosunków międzynarodowych.

## Wyróżnienia
- Österreichisches Ehrenzeichen für Wissenschaft und Kunst[1]

## Publikacje
- Filozofia społeczna. Zagadnienia wybrane (1972)
- Badania nad pokojem. Teoria i jej zastosowanie (1975)
- Społeczność światowa w nauczaniu społecznym Kościoła (1983)
- Osoba we wspólnocie. Z zagadnień etyki społecznej, gospodarczej i międzynarodowej (1987)
- Pokój w nauce Kościoła. Pius XII – Jan Paweł II (1992)